# NGC 5725
NGC 5725 ist eine 13,7 mag helle Balken-Spiralgalaxie vom Hubble-Typ SBcd im Sternbild Jungfrau am Nordsternhimmel. Sie ist schätzungsweise 72 Millionen Lichtjahre von der Milchstraße entfernt und hat einen Durchmesser von etwa 25.000 Lichtjahren. Gemeinsam mit weiteren 30 Galaxien ist sie Mitglied der NGC 5746-Gruppe (LGG 386).
Im selben Himmelsareal befinden sich u. a. die Galaxien NGC 5690, NGC 5738, NGC 5740, NGC 5746.
Das Objekt wurde am 27. April 1862 von Heinrich Louis d’Arrest entdeckt.